# Arunachal Congress
Arunachal Congress (AC) war eine 1996 gegründete und wohl seit etwa 2011 inaktive oder aufgelöste regionale politische Partei im indischen Bundesstaat Arunachal Pradesh.

## Parteigeschichte
Mitte der 1990er Jahre befand sich die indische Kongresspartei in einer Krise. Der seit 1991 eine Minderheitsregierung der Kongresspartei anführende Premierminister P. V. Narasimha Rao sah sich einer Fülle von innenpolitischen Problemen gegenüber und gegen Ende seiner Amtszeit wurden auch Korruptionsvorwürfe gegen ihn laut. Die Kongresspartei hatte bei den vorangegangenen gesamtindischen Wahlen 1989 und 1991 kontinuierlich an Stimmen verloren und schien in einem kontinuierlichen Niedergang begriffen, während die rivalisierende Hindu-nationalistische Bharatiya Janata Party von Wahl zu Wahl scheinbar unaufhaltsam an Stimmen hinzugewann.
Ein für Unruhe und Unzufriedenheit in Arunachal Pradesh sorgendes Thema und nach Aussagen von Lokalpolitikern wesentliches Motiv für die spätere Parteigründung war die dortige Flüchtlingsproblematik. Bei den Flüchtlingen handelte es sich um Angehörige der Ethnien der Chakma und Hajong, erstere mehrheitlich Buddhisten, letztere Hindus, die in den Jahrzehnten nach der Teilung Indiens 1947 aus dem damaligen Ost-Pakistan bzw. späteren Bangladesch nach Indien geflohen waren. Dort waren im Jahr 1964 durch die indische Regierung vorübergehend etwa 35.000 Chakmas im Bereich der damaligen North-East Frontier Agency, dem späteren Arunachal Pradesh, angesiedelt worden. Nachdem Arunachal Pradesh 1987 den Status als voller Bundesstaat erlangt hatte, bemühte sich die dortige Regierung, diese Flüchtlinge wieder loszuwerden. Am 6. September 1995 wurde auf Veranlassung der Regierung von Arunachal Pradesh unter Chief Minister Gegong Apang (Kongresspartei) eine Allparteienkonferenz abgehalten, auf der das Flüchtlingsproblem in Arunachal Pradesh besprochen werden sollte. Eine Massenkundgebung am 20. September 1995 in Naharlagun verabschiedete eine Resolution, in der die Deportation der „ausländischen Flüchtlinge“ gefordert wurde.
Bei der Parlamentswahl 1996 unterstützte Chief Minister Gegong Apang nicht die offiziellen Kandidaten der Kongresspartei, sondern zwei Unabhängige in den beiden Lok-Sabha-Wahlkreisen von Arunachal Pradesh. Diese gewannen dann auch die Wahl, während die Wahl insgesamt für die Kongresspartei verloren ging und sie die Regierungsmacht in Delhi kostete. Die beiden unterlegenen Kongresspartei-Kandidaten starteten danach eine Kampagne gegen Apang und verlangten seine Ablösung als Chief Minister und seinen Parteiausschluss wegen parteischädigenden Verhaltens und vermeintlicher Korruption. Der Konflikt zwischen dem Chief Minister und seinen lokalen Anhängern und der zentralen Parteiführung in Delhi eskalierte und kurz nach dem 20. September 1996 erklärte er seinen Austritt aus der Kongresspartei und die Gründung einer neuen Partei Arunachal Congress. Die überwiegende Mehrheit der Kongresspartei-Abgeordneten im Parlament von Arunachal Congress folgte ihm in diesem Schritt, so dass seine Regierung weiterhin eine parlamentarische Mehrheit hatte.
1997 schlossen sich größere Teil der Führungsspitze des Arunachal Congress der People’s Party of Arunachal an. Bei der Parlamentswahl 1998 gewann AC beide Lok Sabha-Wahlkreise des Bundesstaats. Danach setzte jedoch ein rapider Bedeutungsverlust ein. Bei der Wahl zum Regionalparlament von Arunachal Pradesh konnte AC nur einen der 60 Wahlkreise gewinnen. Bei der gesamtindischen Wahl im Folgejahr, bei der AC eine Allianz mit der BJP einging, verlor dieser die beiden Lok Sabha-Wahlkreise an Kandidaten der Kongresspartei.
Am 30. August 2004 schloss sich der Parteigründer samt einigen Führungspersönlichkeiten der BJP an. Die von ihm gegründete Partei existierte jedoch noch als kleine Splitterpartei einige Jahre weiter.
AC wurde im Oktober 2006 durch die Indische Wahlkommission als bundesstaatliche Partei anerkannt, verlor diesen Status aber 2009 aufgrund zu geringer Wahlerfolge wieder. Seither hat sich die Partei nicht mehr an Wahlen beteiligt.

## Wahlergebnisse
Die folgende Tabelle zeigt die gewonnenen Wahlkreise (Mandate) bei Wahlen zur Lok Sabha und bei Wahlen zum Parlament von Arunachal Pradesh. Der Bundesstaat Arunachal Pradesh ist in 2 Wahlkreise für die Lok Sabha und in 60 Wahlkreise für das Regionalparlament unterteilt.
| Jahr | Wahl                                     | Prozent | Parlamentssitze |
| ---- | ---------------------------------------- | ------- | --------------- |
| 1998 | Wahl zur Lok Sabha 1998                  | 0,05    | 2/543           |
| 1999 | Wahl zur Lok Sabha 1999                  | 0,02    | 0/543           |
| 1999 | Parlamentswahl in Arunachal Pradesh 1999 | 16,68   | 1/60            |
| 2004 | Wahl zur Lok Sabha 2004                  | 0,02    | 0/543           |
| 2004 | Parlamentswahl in Arunachal Pradesh 2004 | 3,88    | 2/60            |
| 2009 | Wahl zur Lok Sabha 2009                  | 0,01    | 0/543           |